# Operación Groza
Operación Groza es el nombre clave de un experimento nuclear realizado por la Unión Soviética, en el que un cohete cargado con una ojiva nuclear fue lanzado desde el cosmódromo de Kapustin Yar y detonado en la estratósfera, el 6 de septiembre de 1961.
La cabeza nuclear explotó a las 09:00 p. m. (hora en Moscú) una altura de 22700 m sobre el cosmódromo y liberó una energía de 10,5 kilotones. Durante el experimento se llevaron a cabo las primeras observaciones de radar en presencia de las perturbaciones producidas por la explosión.